# Lathraeolis spodochroa
Lathraeolis spodochroa là một loài bướm đêm trong họ Geometridae.